# Eodiscina
Los eodiscinos (Eodiscina) son un suborden de trilobites agnóstidos. Surgieron en el Cámbrico Inferior y se extinguieron en el Cámbrico Medio.

## Taxonomía

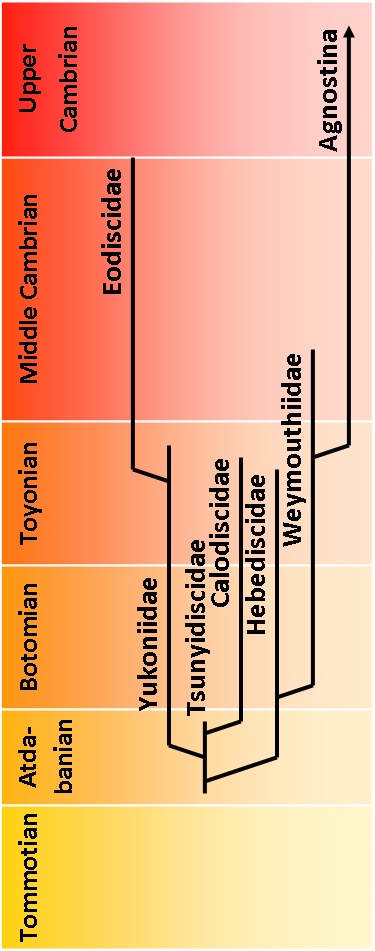
Cladograma de las relaciones entre las familias de la Eodiscina, según Jell, 1975

Eodiscina ejerce de ligazón entre el orden Agnostida y los trilobites más comunes. Algunas de sus características, como la presencia de ojos y de suturas, o de estructuras torácicas típicas en los trilobites, indican que Eodiscina tiene bastantes semejanzas con el orden Ptychopariida.

## Morfología
El céfalon posee suturas propáricas (es decir, que el final de la sutura se encuentra en el borde anterior al ángulo o espina genal). Algunos, al contrario que los miembros del suborden Agnostina, conservan los ojos. Por lo general, la glabela suele ser simple, estrecha y puntiaguda.
El tórax puede estar dividido en dos o en tres segmentos, con semianillos articulantes.
El pigidio posee un axis que puede ser largo y estrecho, extendiéndose cerca del margen, generalmente dividido en más de tres segmentos semejantes a un anillo. En algunas especies la región pleural puede estar segmentada. En ocasiones, los surcos del borde pueden ser muy profundos. En la mayoría de las especies, el axis es espinoso.